# Manneville-la-Goupil
Manneville-la-Goupil là một xã thuộc tỉnh Seine-Maritime trong vùng Normandie miền bắc nước Pháp.

## Huy hiệu
| Arms of Manneville-la-Goupil | The arms of Manneville-la-Goupil are blazoned: Or, a chevron azure between 2 fleurs-de-lys vert and a lion gules, on a chief azure a fox between 2 escallops argent. |

## Dân số
| Năm | 1962 | 1968 | 1975 | 1982 | 1990 | 1999 | 2006 |
| --- | ---- | ---- | ---- | ---- | ---- | ---- | ---- |
| Dân số | 576  | 596  | 583  | 567  | 809  | 932  | 981  |
| From the year 1962 on: No double counting—residents of multiple communes (e.g. students and military personnel) are counted only once. |      |      |      |      |      |      |      |